# Runkalender

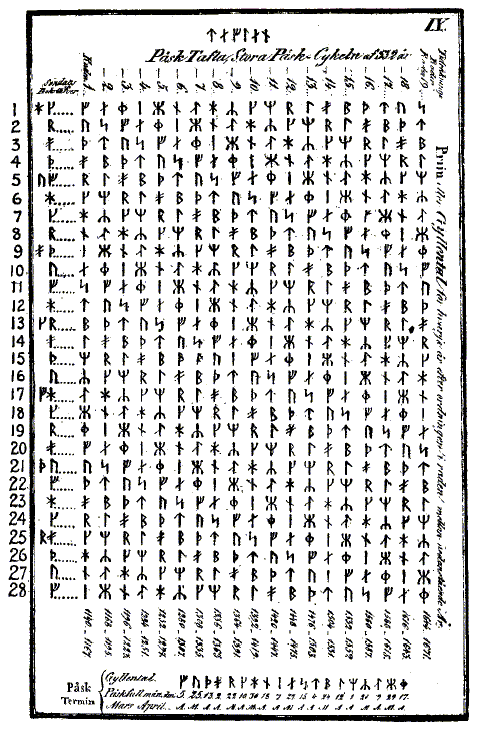
"Påsktavla" - Ett slags runkalender.
Källa: Sverige Runinskrifter av Erik Brate (1857-1924)

Runkalendern är en medeltida kalender ristad med runor, då kallade kalenderrunor.
Kalendern är troligtvis en svensk uppfinning och användes främst under 1500- och 1600-talet, men hade en ny period av popularitet i slutet av 1700- och början av 1800-talet. Kalendern är en form av evighetskalender med markeringar för veckodagar samt de så kallade gyllentalen. I vissa kalendrar finns även kyrkliga högtider inlagda. Som symboler för veckodagarna används de sju första tecknen i runalfabetet och de är upprepade 52 gånger, vilket ger 7x52=364 dagar. Dessutom markerades månens 19-åriga cykel (Metons cykel) med runalfabetets 16 runor samt tre nyskapade runor.
Materialet som kalendern ristades på varierade och man har hittat kalendrar på ben, trä och horn. Även skrift på pergament förekom. Den äldsta runkalendern som man har hittat, Nyköpingsstaven, kommer från 1200-talet och är ristad i en runstav av trä.
Runkalendern användes ofta på en runstav eller primstav. 